# Томаж Шаламун
Томаж Шаламун е словенски поет, публикувал над 30 стихосбирки на родния си език.

## Биография
Томаж Шаламун е роден на 4 юли 1941 г. в Загреб, а е прекарал детството си в Копер, Словения. Завършил е история на изкуствата в Люблянския университет.
Първите му стихотворения са публикувани през 1963 г. в „Перспектива“, където Шаламун е бил отговорен редактор. Реакцията от страна на комунистическата власт спрямо стихосбирката е крайно остра, като не само е издадено нареждане за спиране на списанието, а и за ареста на самия Шаламун, който е освободен след няколко дни благодарение на намесата на интелектуалци и творци.
Произведенията му са отличавани с множество словенски и международни награди, сред които Йенкова награда (1988, 2007) и Прешернова награда (1999). През 2009 г. му е връчен Златният венец за поезия на Стружките вечери на поезията в Македония.
Умира в Любляна на 27 декември 2014 г.

## Отличия и награди
- 1967 Омладинска награда
- 1973 Награда на фонда „Франце Прешерн“
- 1978 Награда на железария „Сисак“
- 1981 Награда „Любиша Йоцич“
- 1988 Йенкова награда на Съюза на словенските писатели за стихосбирка
- 1999 Прешернова награда
- 2002 Овидиева награда в Нептун, Румъния
- 2003 Награда „Altamarea“ в Триест
- 2007 Наградата на град Мюнстер за чуждестранна поезия
- 2007 Йенкова награда на Съюза на словенските писатели за стихосбирка
- 2009 Наградата „Златен венец“ на „Стружките вечери на поезията“ в Охрид, Македония
- 2013 Негошева награда, Черна гора

## Произведения
Поезия
- Покер (1966)
- Бялата Итака (1972)
- Америка (1972)
- Имре (1975)
- Друиди (1975)
- Турбини (1975)
- Празник (1976)
- Методът на ангела (1978)
- Маски (1980)
- Балада за Метка Крашовец (1981)
- Аналогия на светлината (1982)
- Глас (1983)
- Soy realidad (1985)
- Мярата на времето (1987)
- Жива рана, жив сок (1988)
- Дете и елен (1990)
- Амбра (1995)
- Книга за брат ми (1997)
- Черен лебед (1997)
- Море (1999)
- Оттам (2003)
- Слънчев влак (2005)
- Синият стълб (2007)

Проза
- Къщата на Марко (1992)

## Преводи на чужди езици
На чужди езици са публикувани над 30 произведения на Томаж Шаламун, сред които:
- ((de)) Šalamun, Tomaž – Ein Stengel Petersilie im Smoking
- Šalamun, Tomaž – Póker
- ((fr)) Šalamun, Tomaž – Poèmes choisis
- Šalamun, Tomaž – Ambra
- ((en)) Šalamun, Tomaž – The Four Questions of Melancholy
- ((fr)) Šalamun, Tomaž – Livre pour mon frère
- ((en)) Šalamun, Tomaž – A Ballad for Metka Krašovec
- ((it)) Šalamun, Tomaž – Acquedotto

## Издания на български
- Кой кой е. Превод от словенски Людмила Миндова. София: Да, 2015, 162 с.